# Kościół Świętego Stanisława w Koźminie Wielkopolskim
Kościół Świętego Stanisława w Koźminie Wielkopolskim – jeden z dwóch koźmińskich rzymskokatolickich kościołów parafialnych. Należy do dekanatu Koźmin diecezji kaliskiej.

## Historia
Jest to świątynia pobernardyńska wybudowana w latach 1648–1670. W 1818 roku Prusacy zlikwidowali istniejący przy kościele klasztor. Budynki klasztorne zostały przebudowane na więzienie; świątynia od 1851 roku pełniła funkcję kościoła filialnego parafii farnej, a od 1 listopada 1925 roku jest kościołem parafialnym. Do roku 1967 parafia była zarządzana przez proboszcza parafii farnej. Następnie zostały wyznaczone granice obu parafii i miasto zostało podzielone na dwie części.

## Architektura i wyposażenie
Jest to barokowa budowla o jednej nawie, z nieco węższym, zamkniętym trójbocznie prezbiterium. We wnętrzu znajdują się sklepienia kolebkowe z lunetami. Zachowało się bogate, wyposażenie kościoła, głównie w stylu rokokowym i barokowym z drugiej połowy XVII i 1. połowy XVIII stulecia. Obok ołtarzy należy zwrócić uwagę na bogato rzeźbioną ambonę w stylu rokokowym wykonaną przez snycerza Franciszka Antoniego Brumbachera z Poznania w 1725 roku.